# 南山田町 (横浜市)
南山田町（みなみやまたちょう）は、神奈川県横浜市都筑区の地名。「丁目」の設定のない単独町名である。住居表示未実施区域。

## 地理
都筑区の北東部に位置し、北東に東山田町、南東に早渕、南に大棚町、南西に牛久保東、西と北に南山田と接している。町域の大半が市街化調整区域となっている。

### 河川
- 早渕川

## 歴史

### 沿革
かつて横浜市に編入前のこの場所は、都筑郡中川村大字山田の一部であった。
- 1939年（昭和14年）4月1日 - 横浜市に編入。横浜市港北区南山田町となる[5]。
- 1947年（昭和22年）11月12日 - 耕地整理に伴い、大棚町の一部を南山田町に編入、新吉田町・東山田町との境界を変更[6]。
- 1969年（昭和44年）10月1日 - 行政区再編成に伴い、港北区を再配置。横浜市港北区南山田町となる[7]。
- 1991年（平成3年）11月11日 - 住居表示の実施に伴い、南山田町の一部を北山田四丁目、東山田三丁目へ編入[8]。
- 1992年（平成4年）10月19日 - 住居表示の実施に伴い、南山田町の一部を牛久保一丁目、牛久保西一丁目、北山田三丁目、南山田一丁目、南山田三丁目へ編入[9]。
- 1994年（平成6年）11月6日 - 住居表示の実施に伴い、南山田町の一部を牛久保東二丁目、北山田二丁目、早渕二丁目、早渕三丁目、南山田二丁目へ編入[10]。行政区再編成に伴い、都筑区を新設。横浜市都筑区南山田町となる[11]。
- 1995年（平成7年）10月16日 - 住居表示の実施に伴い、南山田町の一部を北山田五丁目へ編入[12]。

## 世帯数と人口
2025年（令和7年）6月30日現在（横浜市発表）の世帯数と人口は以下の通りである。
| 町丁     | 世帯数    | 人口    |
| -------- | --------- | ------- |
| 南山田町 | 1,009世帯 | 2,127人 |

### 人口の変遷
国勢調査による人口の推移。
| 年                 | 人口  |
| ------------------ | ----- |
| 1995年（平成7年）  | 2,187 |
| 2000年（平成12年） | 2,086 |
| 2005年（平成17年） | 2,192 |
| 2010年（平成22年） | 2,171 |
| 2015年（平成27年） | 2,051 |
| 2020年（令和2年）  | 2,083 |

### 世帯数の変遷
国勢調査による世帯数の推移。
| 年                 | 世帯数 |
| ------------------ | ------ |
| 1995年（平成7年）  | 707    |
| 2000年（平成12年） | 718    |
| 2005年（平成17年） | 800    |
| 2010年（平成22年） | 835    |
| 2015年（平成27年） | 803    |
| 2020年（令和2年）  | 869    |

## 学区
市立小・中学校に通う場合、学区は以下の通りとなる（2024年11月時点）。
| 番・番地等 | 小学校               | 中学校               |
| --- | -------------------- | -------------------- |
| 3783〜3,820番地、4004〜4005番地 4007番地、4009〜4527番地 4533〜4586番地、4589〜4592番地 4594〜4794番地、4810〜4812番地 4814番地の2、4815〜4831番地 4899〜4901番地、5041〜5070番地 | 横浜市立中川小学校   | 横浜市立中川中学校   |
| 4593番地、4795〜4809番地 4813番地、4814番地の1 4832〜4898番地、4902〜4908番地 | 横浜市立南山田小学校 | 横浜市立中川中学校   |
| 3821番地、3938〜4003番地 4008番地 | 横浜市立山田小学校   | 横浜市立東山田中学校 |

## 事業所
2021年（令和3年）現在の経済センサス調査による事業所数と従業員数は以下の通りである。
| 町丁     | 事業所数  | 従業員数 |
| -------- | --------- | -------- |
| 南山田町 | 105事業所 | 723人    |

### 事業者数の変遷
経済センサスによる事業所数の推移。
| 年                 | 事業者数 |
| ------------------ | -------- |
| 2016年（平成28年） | 103      |
| 2021年（令和3年）  | 105      |

### 従業員数の変遷
経済センサスによる従業員数の推移。
| 年                 | 従業員数 |
| ------------------ | -------- |
| 2016年（平成28年） | 728      |
| 2021年（令和3年）  | 723      |

## 交通
- 神奈川県道45号丸子中山茅ヶ崎線

## その他

### 日本郵便
- 郵便番号 : 224-0026[3]（集配局：都筑郵便局[22]）

### 警察
町内の警察の管轄区域は以下の通りである。
| 番・番地等 | 警察署     | 交番・駐在所   |
| ---------- | ---------- | -------------- |
| 全域       | 都筑警察署 | 北山田駅前交番 |